# Joseph von Fraunhofer
Joseph von Fraunhofer (6. března 1787, Straubing – 7. června 1826, Mnichov) byl německý optik, fyzik a astronom.

## Život a dílo
Byl zakladatelem spektrální analýzy. Uskutečnil mnoho důležitých objevů v optice. Ve dvaceti začal pracovat v manufaktuře na výrobu optického skla a už za dva roky se stal vedoucím výroby. Stal se jedním z nejlepších odborníků, protože dokázal vyrobit velké kusy dokonalého skla, které se hodily na výrobu čoček a skleněných hranolů do optických přístrojů. Zkonstruoval stroje na broušení achromatických čoček. Pracovní zaměření předurčilo i jeho vědeckou dráhu. Pozoroval difrakci a interferenci rovnoběžných světelných paprsků ve
spojce, sestrojil achromatický mikroskop, jako první sestrojil difrakční mřížku, pomocí které změřil vlnové délky ve spektru sodíku. Spojením dalekohledu s difrakční mřížkou započal studium slunečního spektra a spektra hvězd.
Objevil ve spektrech vesmírných objektů tmavé čáry, které se dnes nazývají jeho jménem. Pravdou je, že je před ním pozoroval anglický fyzik William Hyde Wollaston, Fraunhoferovou zásluhou se však staly známými, protože jich více než 500 přesně zaměřil a označil. Teoretické vysvětlení původu Fraunhoferových čar podal později německý fyzik Gustav Kirchhoff. Způsobuje je absorpce záření v chladnějších povrchových plynných vrstvách hvězd, v zemské atmosféře, v mlhovinách a jiných vesmírných objektech. Podrobné studium Fraunhoferových čar tvoří základ poznatků o Slunci, hvězdách, mlhovinách a jiných vesmírných útvarech.

## Poslední roky

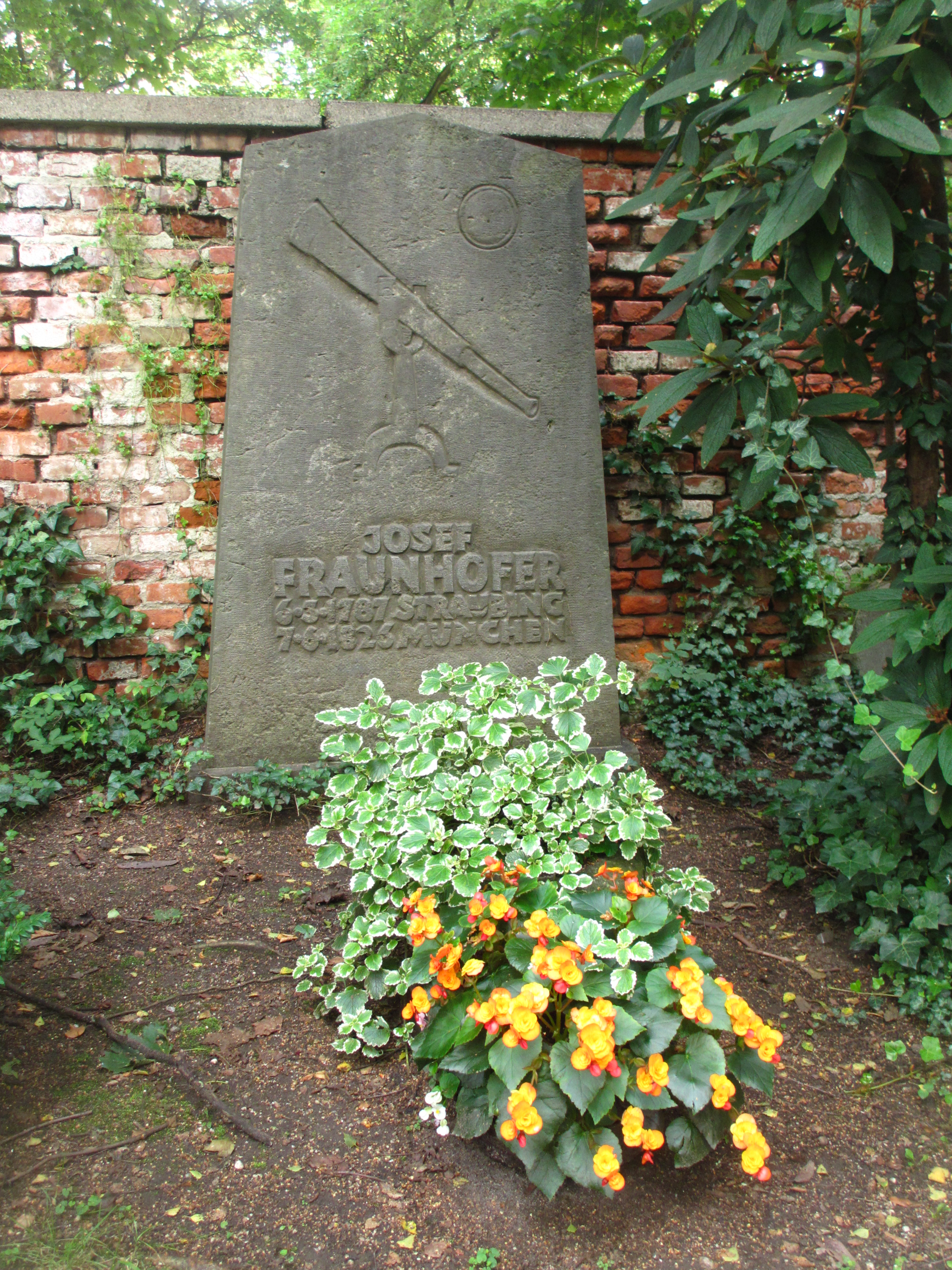
Hrob Josepha von Fraunhofera

V roce 1819 odešel do Mnichova a roku 1823 se stal členem Bavorské akademie věd a profesorem jejího fyzikálního kabinetu. V roce 1824 byl pasován na rytíře a povýšen do šlechtického stavu. O rok později dokončil objektiv pro refraktor hvězdárny v Dorpatu, pro teleskop s průměrem v té době nepředstavitelných 244 mm a ohniskovou vzdáleností 4,33 metru. V tomto roce se stal čestným občanem města Mnichov. Heliometr pro observatoř Königsberské hvězdárny však nedokončil. Zemřel na tuberkulózu. Jeho hrob se nachází na mnichovském hřbitově Alter Südfriedhof (Starý jižní hřbitov, Alte Arkaden, AA-12) bezprostředně vedle hrobu kolegy Georga Friedricha von Reichenbach (Alte Arkaden, AA-11), který zemřel dva týdny před ním. Před poškozením v době druhé světové války nesl náhrobní kámen latinský nápis Approximavit sidera („Hvězdy nám přiblížil“).

## Ocenění
- 1817: korespondent akademie (na žádost dvorního astronoma J. G. von Soldnera)
- 1822: čestný doktor Universität Erlangen (na návrh prof. J. V. Pfaffa)
- 1823: řádný člen Bayerische Akademie der Wissenschaften
- 1824: Rytířský kříž Záslužného řádu bavorské koruny a související povýšení do osobního nedědičného šlechtického stavu
- 1824: čestné občanství města Mnichov

Jeho jménem byly pojmenovány ulice Fraunhoferstraße v rodném Straubingu a mnichovské městské části Isarvorstadt, stejně jako stanice mnichovského metra. Ve sklárně v hornobavorské obci Benediktbeuern, kterou v letech 1807 až 1819 vedl, je dnes Fraunhoferovo muzeum.
V roce 1987, k 200. výročí narození vydala Deutsche Bundespost pamětní známku v hodnotě 80 feniků a v roce 225. výročí narození následovala známka vydaná Deutsche Post AG v hodnotě 90 centů. Dnem prvního vydání byl 2. leden 2012. Návrh pochází z dílny Daniely Haufe a Detlefa Fiedlera z Berlína.
Jeho jméno nese také měsíční kráter Fraunhofer. V roce 1949 jeho jméno přijala i největší evropská vědeckovýzkumná společnost, která sdružuje více než 60 výzkumných ústavů po celém Německu – Fraunhofer-Gesellschaft.